# Iveco Stralis

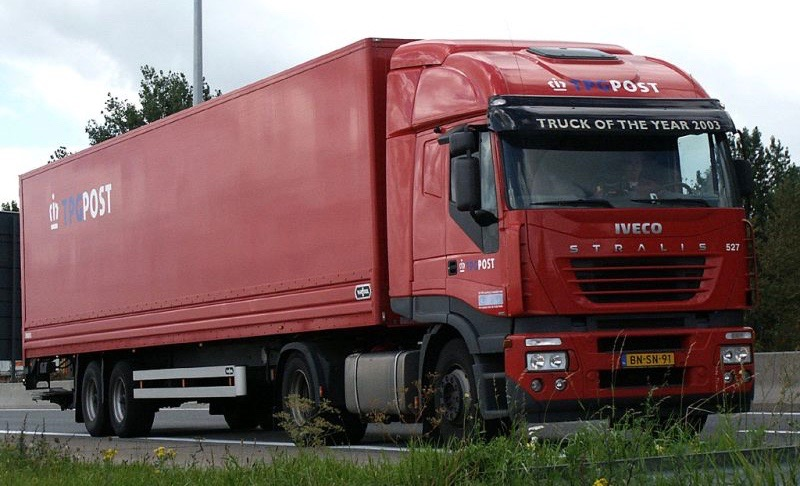
Iveco Stralis

De Iveco Stralis is een serie vrachtwagens van de Italiaanse fabrikant Iveco. Het was de opvolger van de Iveco Eurotech en de Iveco Eurostar. Het werd geproduceerd van 2002 tot en met 2019 en werd opgevolgd door de Iveco S-Way. De Stralis kreeg de titel Truck van het jaar. 

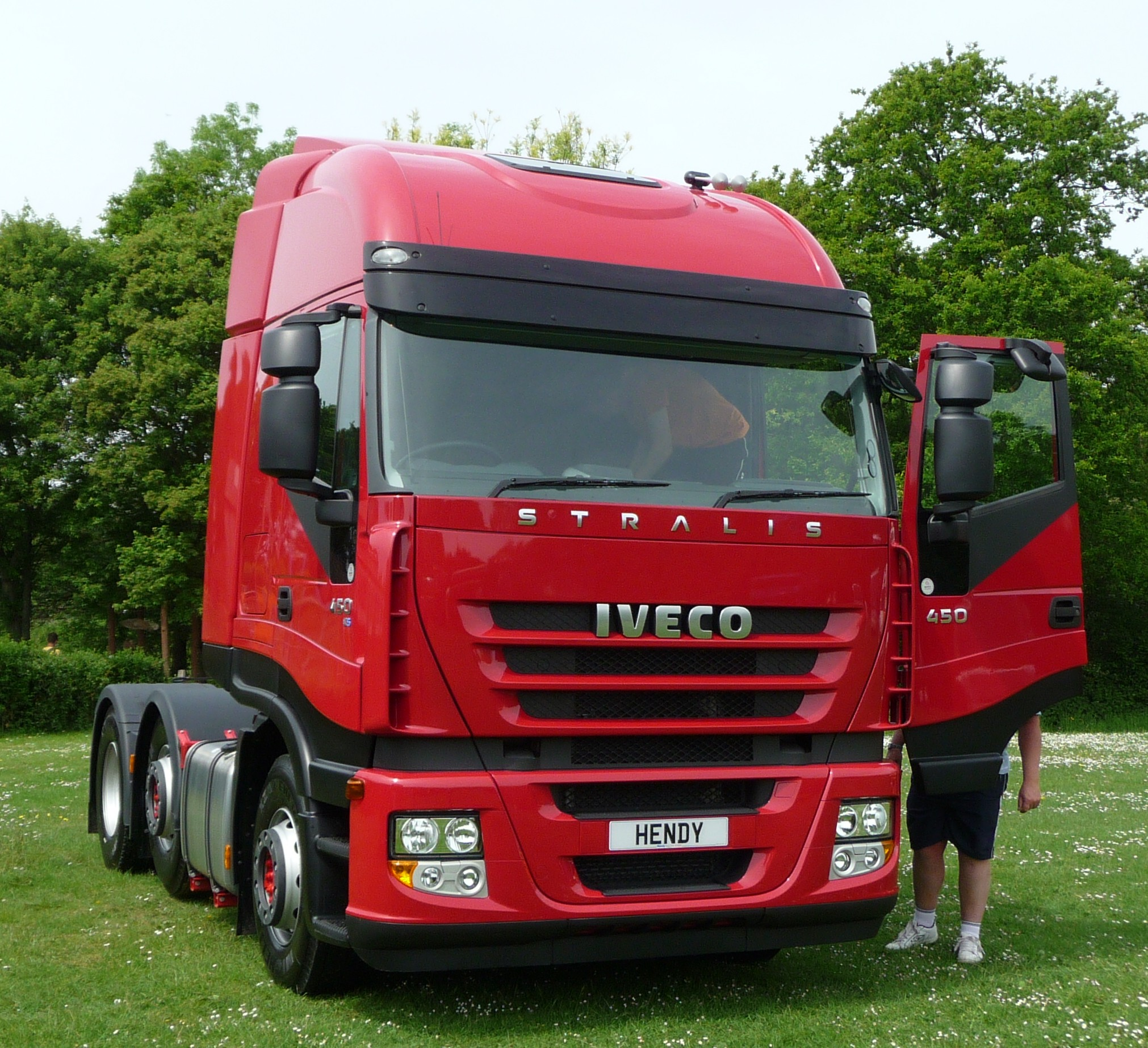
Iveco Stralis II

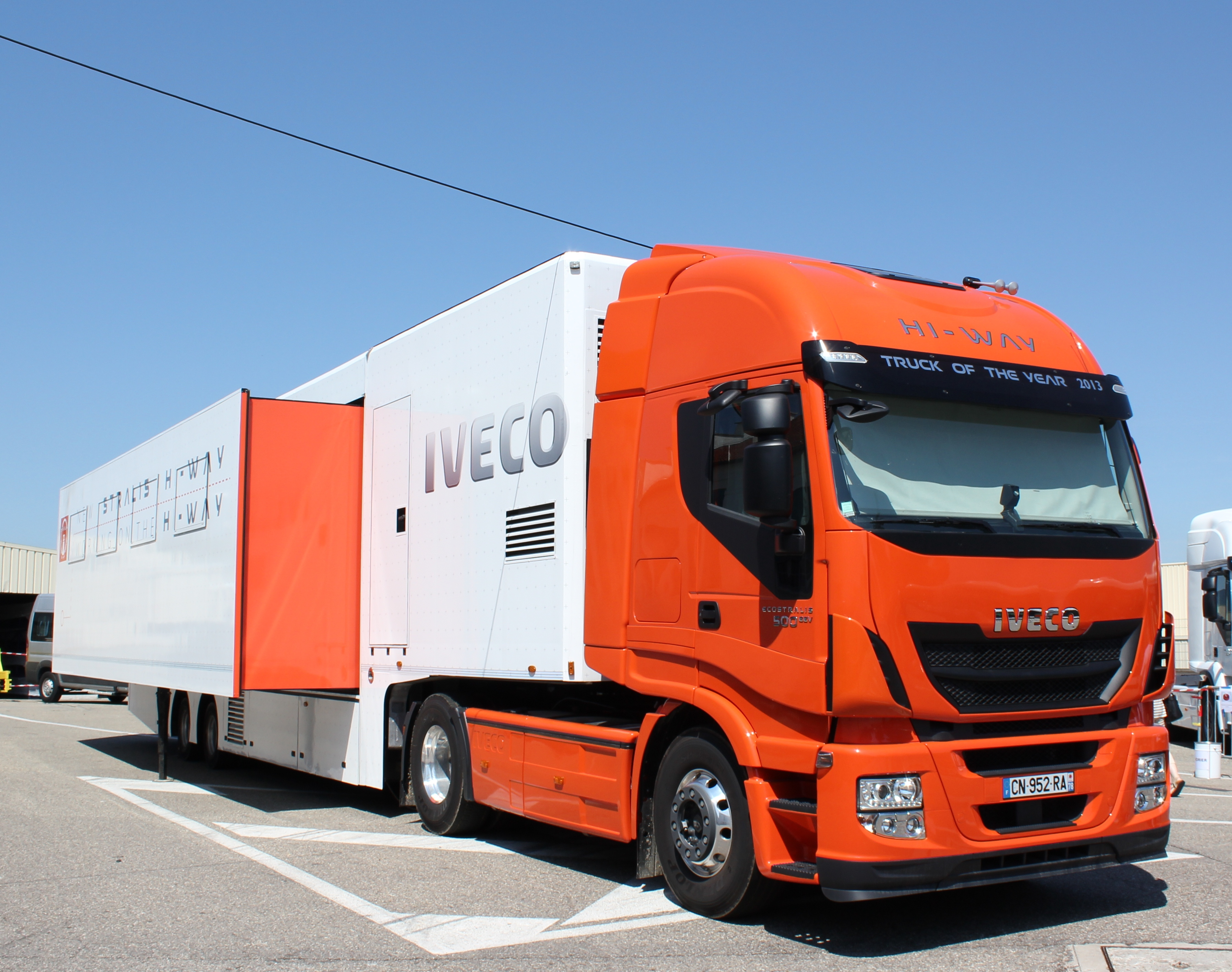
Iveco Stralis Hi-Way

De vrachtwagen kreeg een update in 2007, die ook wel Stralis II genoemd wordt en in 2012, die ook wel Stralis Hi-Way genoemd wordt. De Stralis Hi-Way kreeg ook de titel truck van het jaar.
De Stralis was verkrijgbaar met vier types motoren, die in vele uitvoeringen geleverd werden:
- Diesel
  - Cursor 13 - 12,9 liter dieselmotor met 570pk
  - Cursor 13 - 12,9 liter dieselmotor met 510pk
  - Cursor 11 - 11,1 liter dieselmotor met 480pk
  - Cursor 11 - 11,1 liter dieselmotor met 460pk
  - Cursor 11 - 11,1 liter dieselmotor met 420pk
  - Cursor 9 - 8,7 liter dieselmotor met 400pk
  - Cursor 9 - 8,7 liter dieselmotor met 360pk
  - Cursor 9 - 8,7 liter dieselmotor met 330pk
  - Cursor 9 - 8,7 liter dieselmotor met 310pk
- Aardgas (vanaf 2017: Stralis NP - Natural Power)
  - Cursor 13 - 12,9 liter dieselmotor met 460pk
  - Cursor 9 - 8,7 liter dieselmotor met 400pk
  - Cursor 8 - 7,8 liter dieselmotor met 330pk
  - Cursor 8 - 7,8 liter dieselmotor met 300pk
  - Cursor 8 - 7,8 liter dieselmotor met 270 pk.

Alle motoren zijn 6-in-lijn motoren met directe inspuiting. Productie vond voornamelijk in Madrid plaats. Ook in Brazilië, Argentinië, Australië en China werd de vrachtwagen geproduceerd.
Op basis van de Stralis werd in Australië de Iveco Powerstar aangeboden, in Nederland werd een speciale versie gebouwd door Strator Trucks.
Ook werden op basis van de Stralis militaire voertuigen gemaakt, zo kocht het Zwitserse leger 400 Stralis en Trakker in 2017. Ook in Nederland wordt de Stralis gebruikt.
Daarnaast werd de Stralis gebruikt voor het truckracen, zowel in de Fórmula Truck in Brazilië, als het European Truck Racing Championship (ETRC). In 2018 en 2019 wist Jochen Hahn het kampioenschap te winnen met een Stralis.

## Afbeeldingen

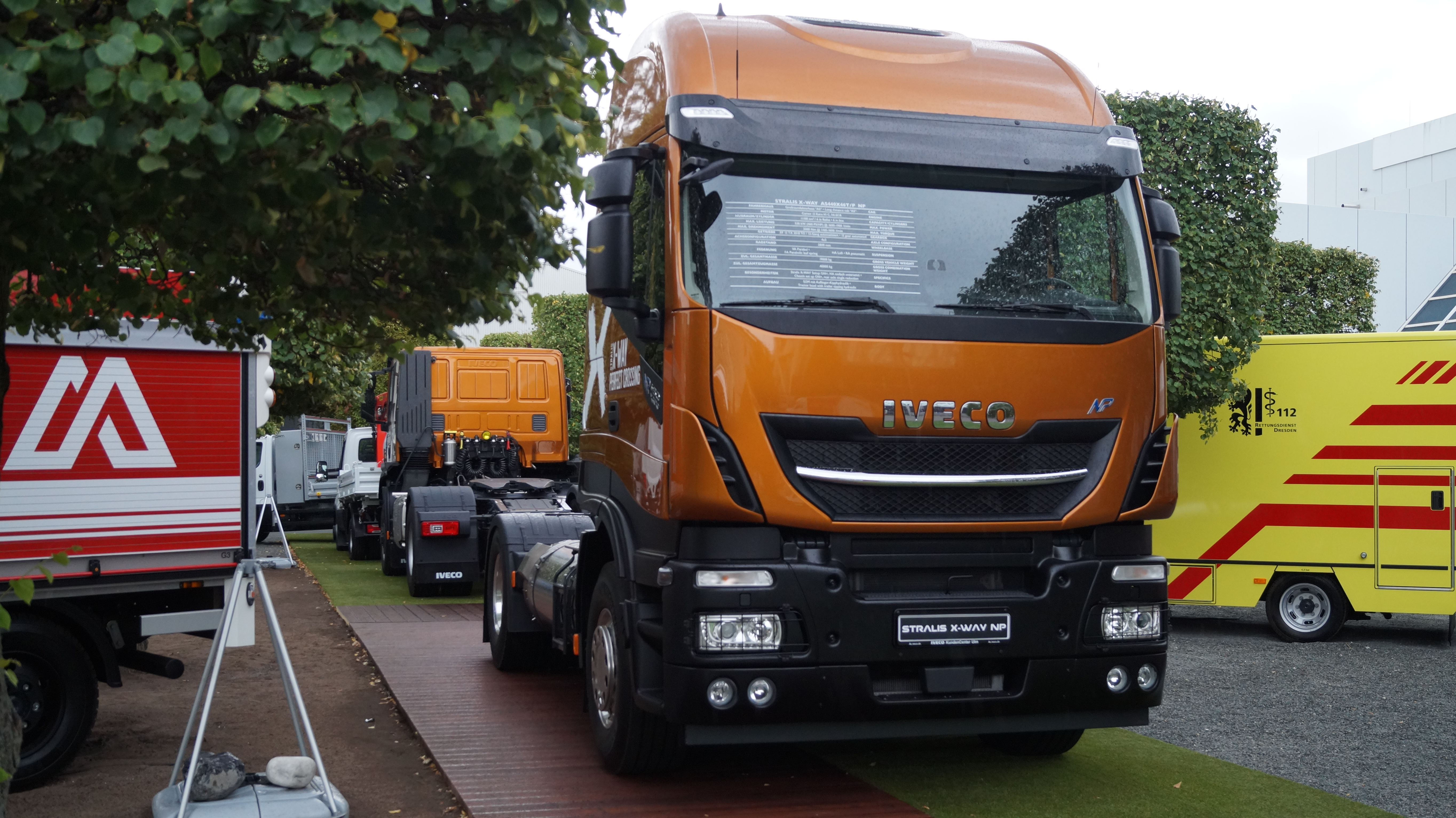
Iveco Stralis NP
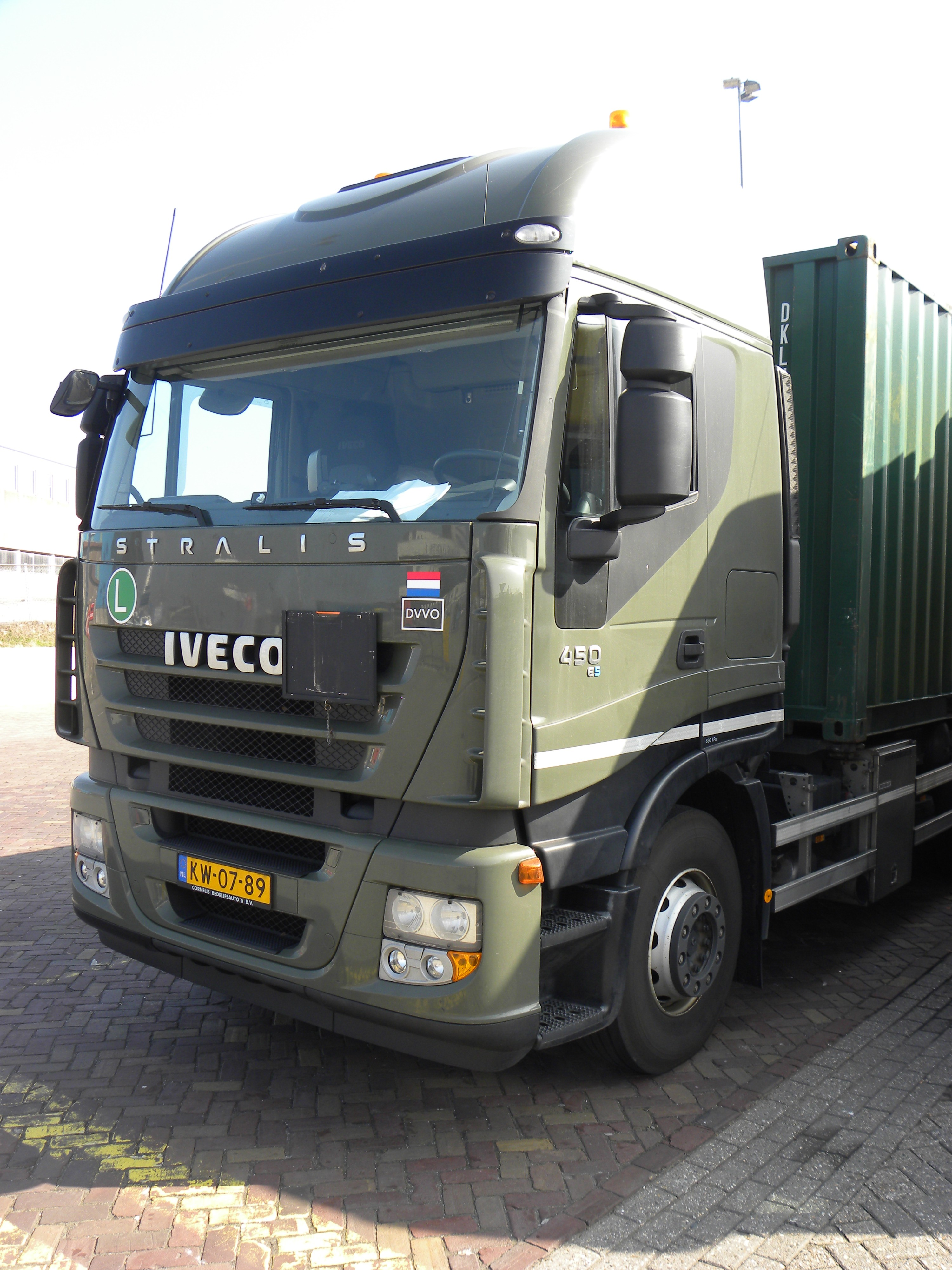
Iveco Stralis bij het Nederlandse leger
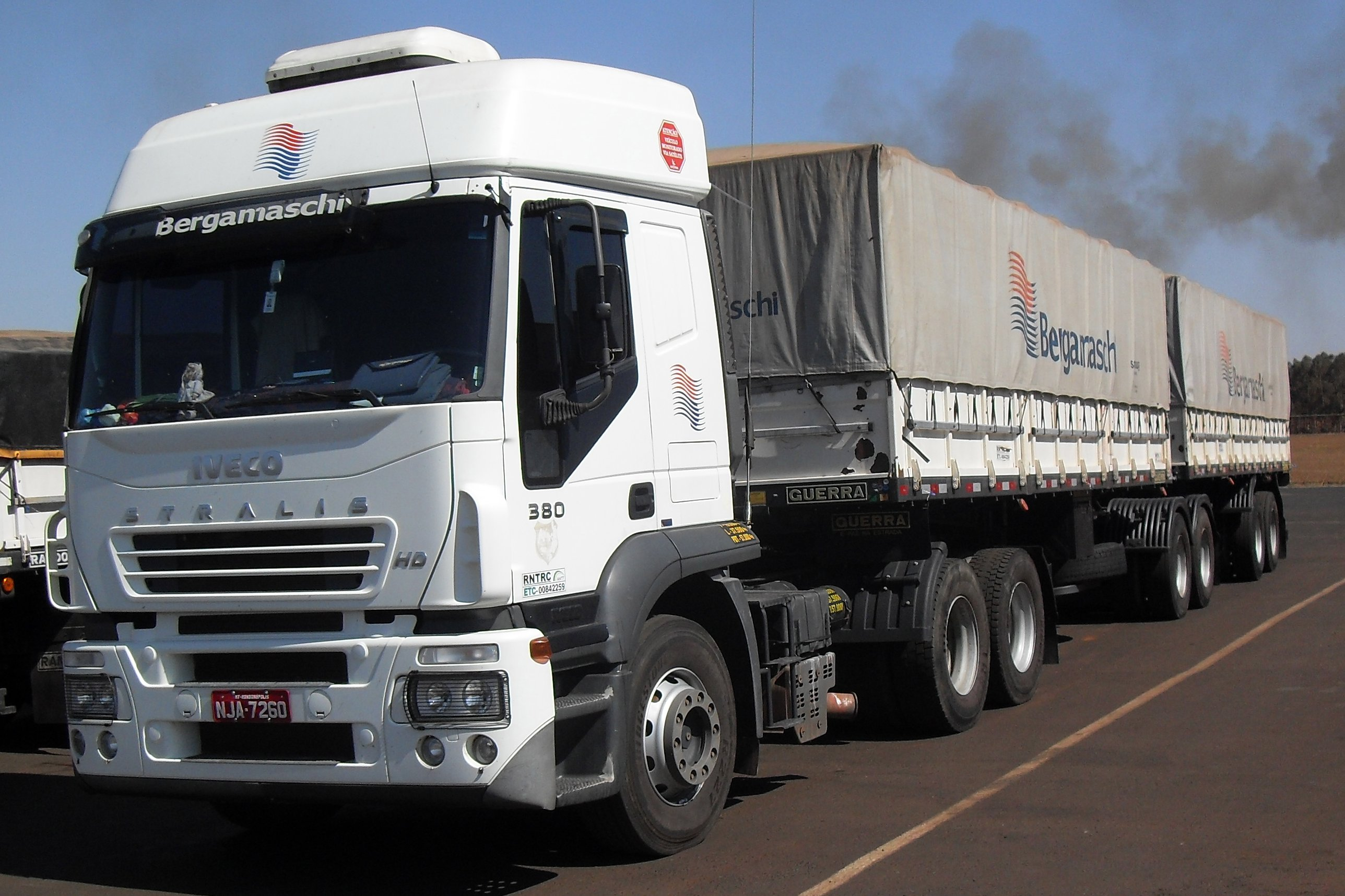
Braziliaanse uitvoering van de Iveco Stralis
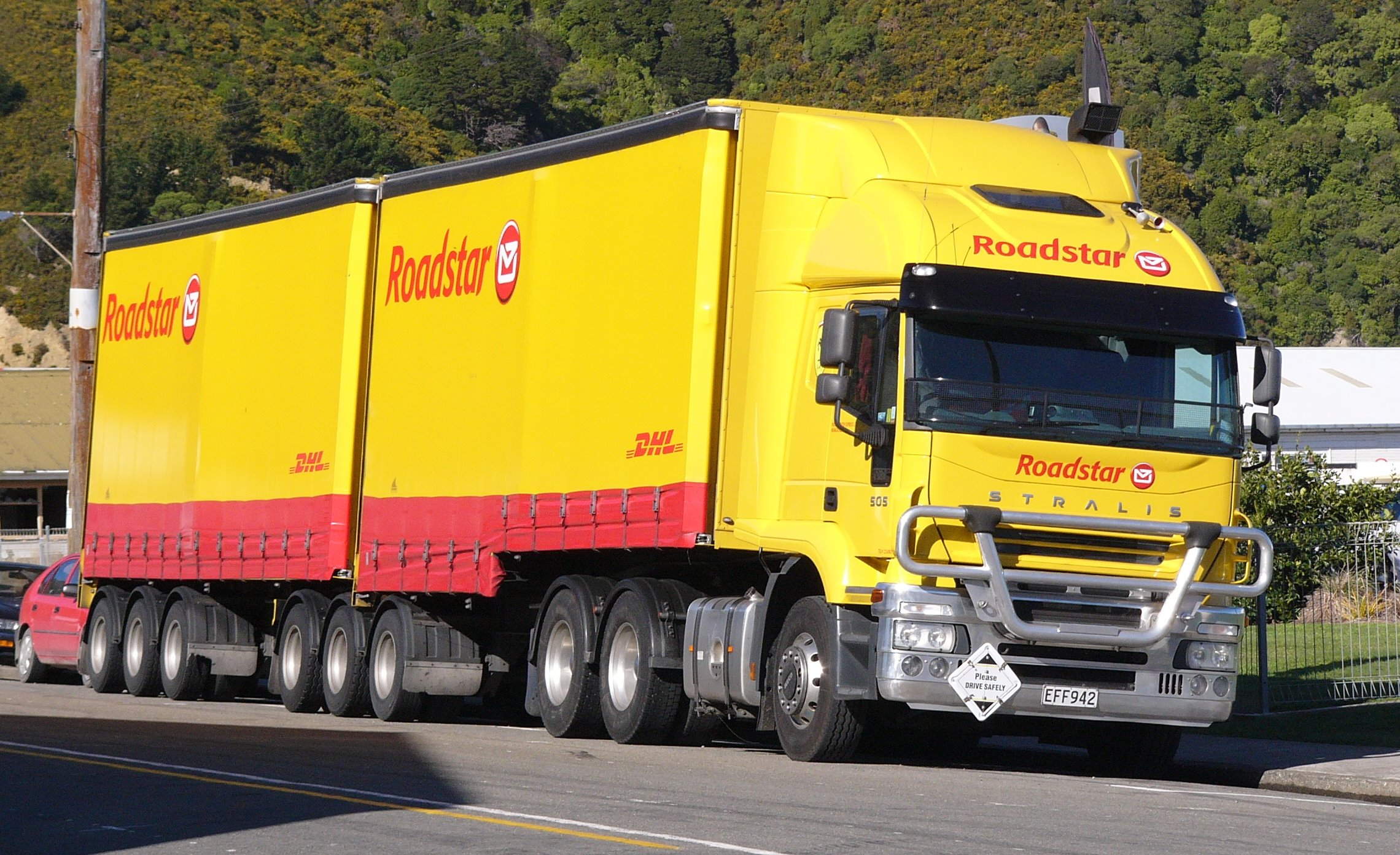
Australische versie van de Iveco Stralis
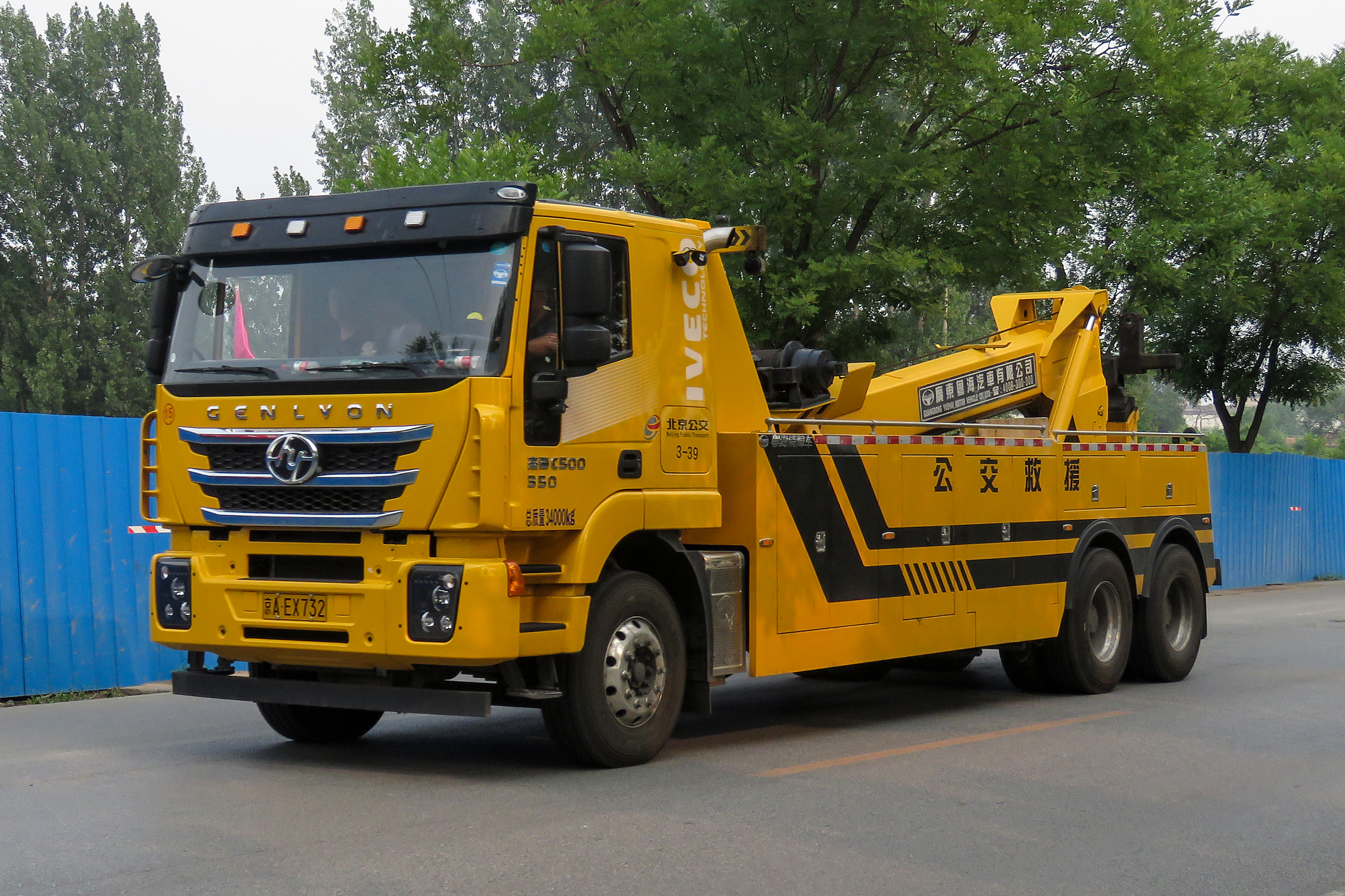
Genlyon C500, een Chinese versie van de Stralis
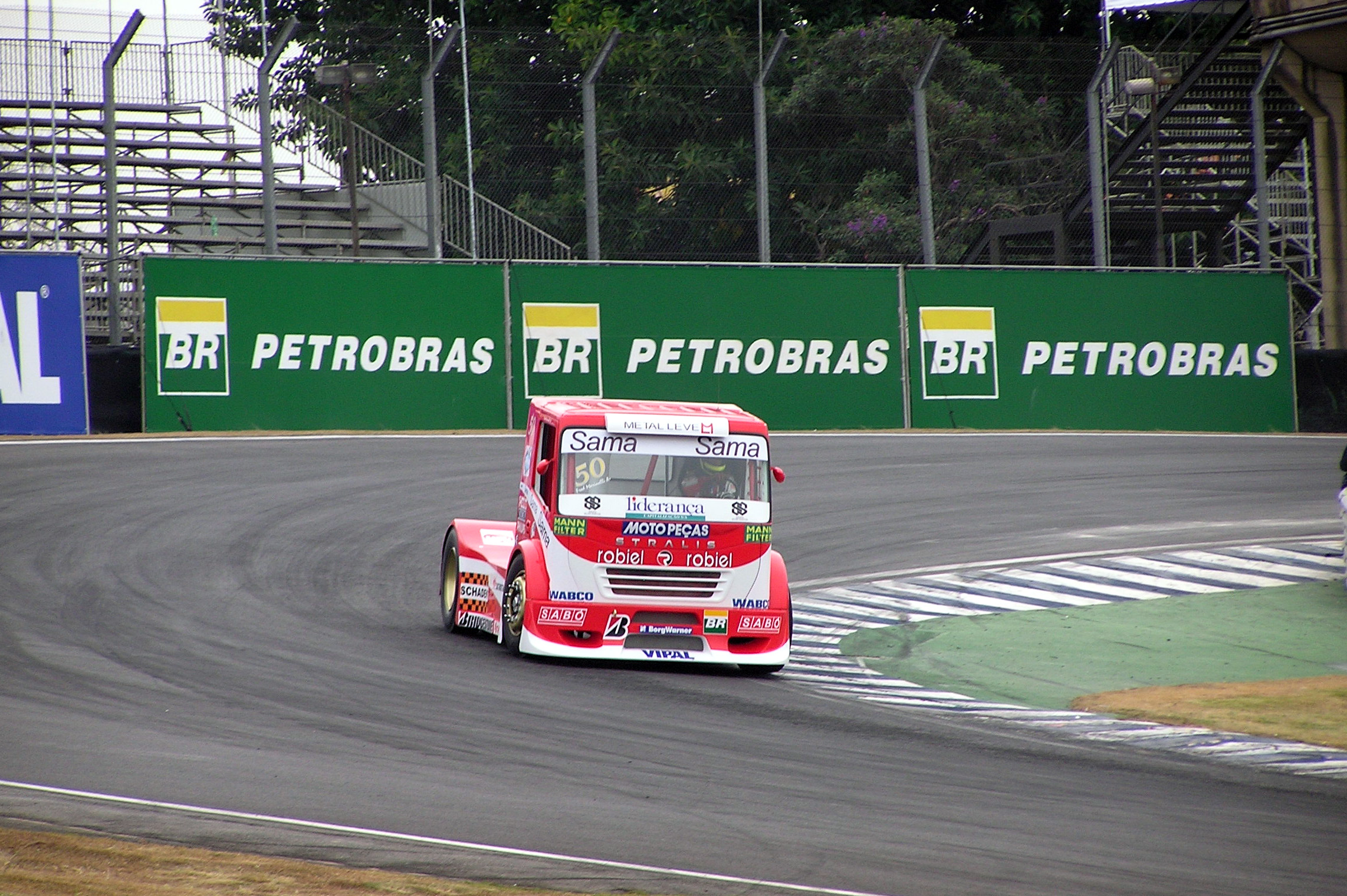
Iveco Stralis in de Fórmula Truck